# 三良坂駅
三良坂駅（みらさかえき）は、広島県三次市三良坂町三良坂にある、西日本旅客鉄道（JR西日本）福塩線の駅である。

## 歴史
- 1933年（昭和8年）11月15日：鉄道省福塩北線（現・福塩線）田幸駅（現・塩町駅） - 吉舎駅間開通時に開設[2]。
- 1938年（昭和13年）7月28日：福塩北線が福塩線の一部となり、当駅もその所属となる。
- 1985年（昭和60年）12月1日：簡易委託駅化[3]。
- 1987年（昭和62年）4月1日：国鉄分割民営化に伴い、西日本旅客鉄道（JR西日本）の駅となる[2]。
- 1990年（平成2年）5月：現駅舎竣工[4]。当時の三良坂町が一億円ふるさと創生事業資金利息を利用して建替えた。

## 駅構造
三次方面に向かって左側に単式ホーム1面1線を有する地上駅（停留所）。以前は相対式ホーム2面2線で、反対側にはホーム跡が残っている。
駅舎は2階建てで1階には休憩室やタクシー会社事務所、2階には多目的ホールがある。
三次鉄道部管理の無人駅。自動券売機は設置されていない。

## 利用状況
近年の1日平均乗車人員の推移は以下の通り。
| 年度               | 1日平均 乗車人員 | 出典  |
| ------------------ | ---------------- | ----- |
| 2002年（平成14年） | 78               | [ 5 ] |
| 2003年（平成15年） |                  |       |
| 2004年（平成16年） |                  |       |
| 2005年（平成17年） |                  |       |
| 2006年（平成18年） |                  |       |
| 2007年（平成19年） |                  |       |
| 2008年（平成20年） |                  |       |
| 2009年（平成21年） |                  |       |
| 2010年（平成22年） |                  |       |
| 2011年（平成23年） | 52               | [ 6 ] |
| 2012年（平成24年） | 42               | [ 6 ] |
| 2013年（平成25年） | 45               | [ 6 ] |
| 2014年（平成26年） | 40               | [ 6 ] |
| 2015年（平成27年） | 47               | [ 6 ] |
| 2016年（平成28年） | 39               | [ 6 ] |
| 2017年（平成29年） | 40               | [ 6 ] |
| 2018年（平成30年） | 34               |       |
| 2019年（令和元年） | 40               |       |
| 2020年（令和2年）  | 30               |       |

## 駅周辺
- 三次市役所三良坂支所
- 三良坂郵便局
- 国道184号

## 隣の駅
西日本旅客鉄道（JR西日本）
 福塩線
吉舎駅 - 三良坂駅 - 塩町駅